# Gjorgje Tasić
Gjorgje Tasić (srbsko Ђорђе Тасић), srbski pravnik in pedagog, * 7. november 1892, Vranje, † 26. avgust 1943, Beograd.
Doktoriral je na Pravni fakulteti v Beogradu, nato pa je postal docent na Pravni fakulteti v Subotici. 
Leta 1922 je postal predavatelj na Pravni fakulteti v Ljubljani (bil je tudi dekan); od leta 1930 do 1943 pa na svoji matični fakulteti.